# Menai Strait
Menai Strait (wal. Afon Menai – rzeka Menai) – wąska cieśnina, długości ok. 25 km, oddzielająca wyspę Anglesey od głównego lądu Walii.
Brzegi łączą dwa mosty: most wiszący Menai Suspension Bridge Thomasa Telforda, otwarty w 1826, oraz sąsiadujący z nim most tubowy Britannia Bridge projektu Roberta Stephensona z 1850. Pierwotnie jeździły nim pociągi w dwie strony wewnątrz prostokątnych korytarzy, jednak po pożarze w 1970, kiedy pozostały tylko wapienne filary, odbudowano go jako stalowy most na dźwigarach.
Pomiędzy tymi mostami znajduje się mała wyspa, Ynys Gored Goch, z małym domkiem i zabudowaniami gospodarskimi oraz średniowiecznymi pułapkami na ryby, obecnie nie używanymi.

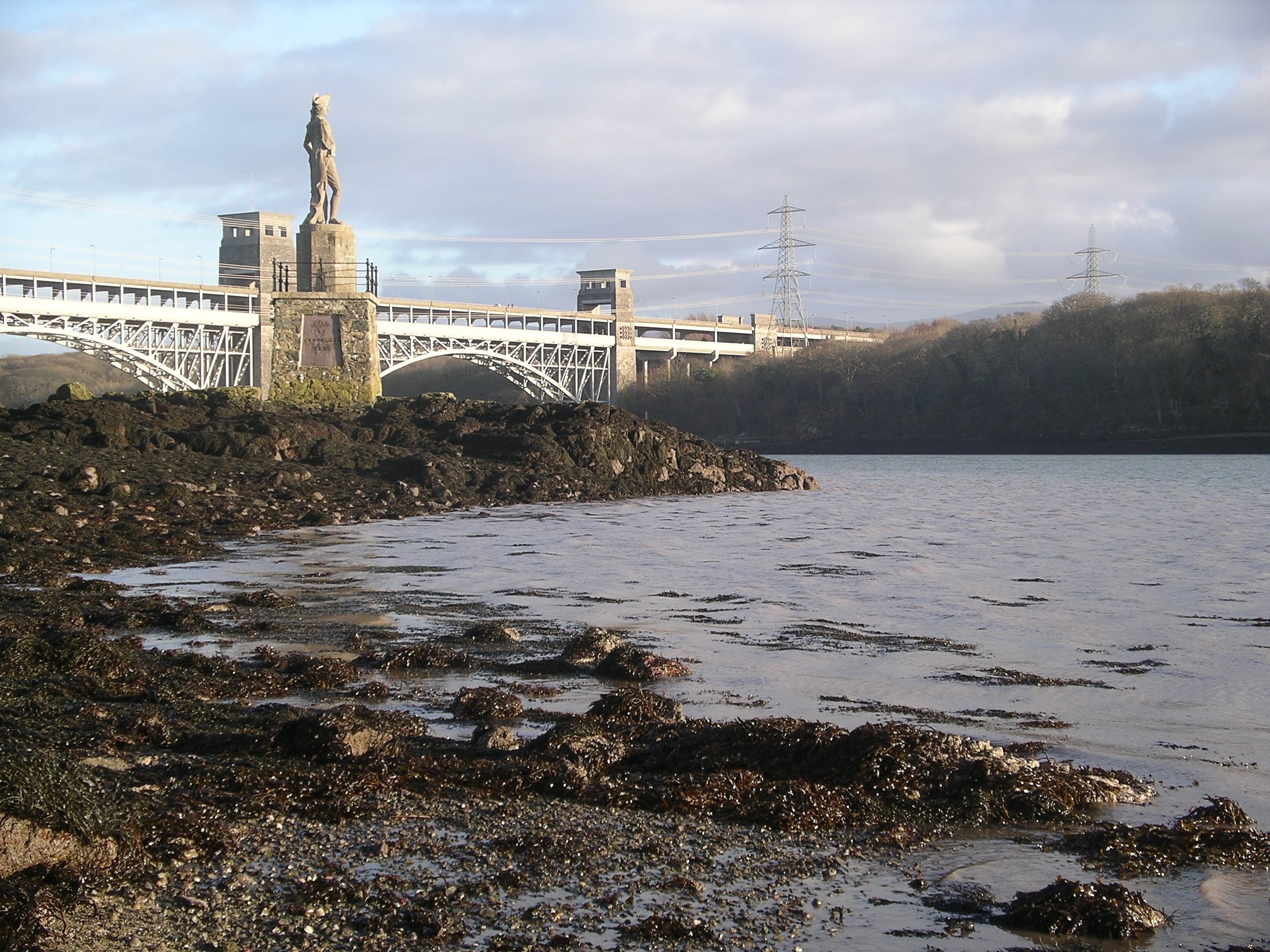
Widok Britannia Bridge od strony Menai Strait, z pomnikiem admirała Lorda Nelsona

Szerokość cieśniny waha się od 400 metrów od Fort Belan do Aber Menai Point do 1100 metrów na odcinku od Traeth Gwyllt do Caernarfon Castle. Następnie zwęża się do ok. 500 metrów w okolicach Y Felinheli i Menai Bridge, a następnie znowu się rozszerza. Na wysokości Bangor Pier mierzy 900 metrów. Następnie się rozlewa, na wysokości Puffin Island do Penmaenmawr mierząc ok. 7,5 km.

## Ośrodki turystyczne
- Beaumaris
- Bangor
- Caernarfon
- Dwyran(inne języki)
- Menai Bridge
- Y Felinheli

Na północ od mostu kolejowego na Anglesey znajduje się miejscowość o słynnej nazwie Llanfairpwllgwyngyllgogerychwyrndrobwllllantysiliogogogoch.